# 休納

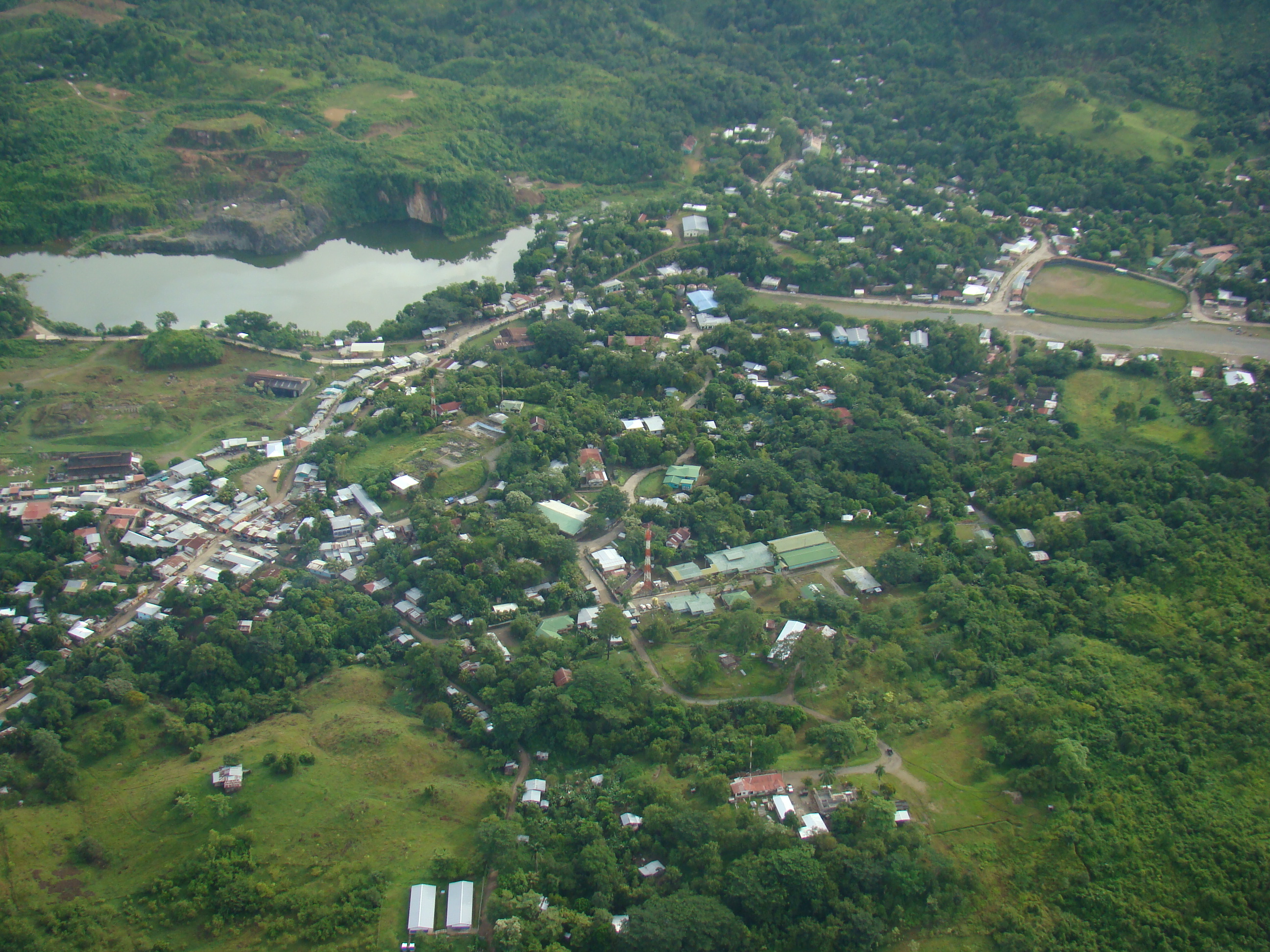
休納空照圖，攝於2008年十月20日晨間

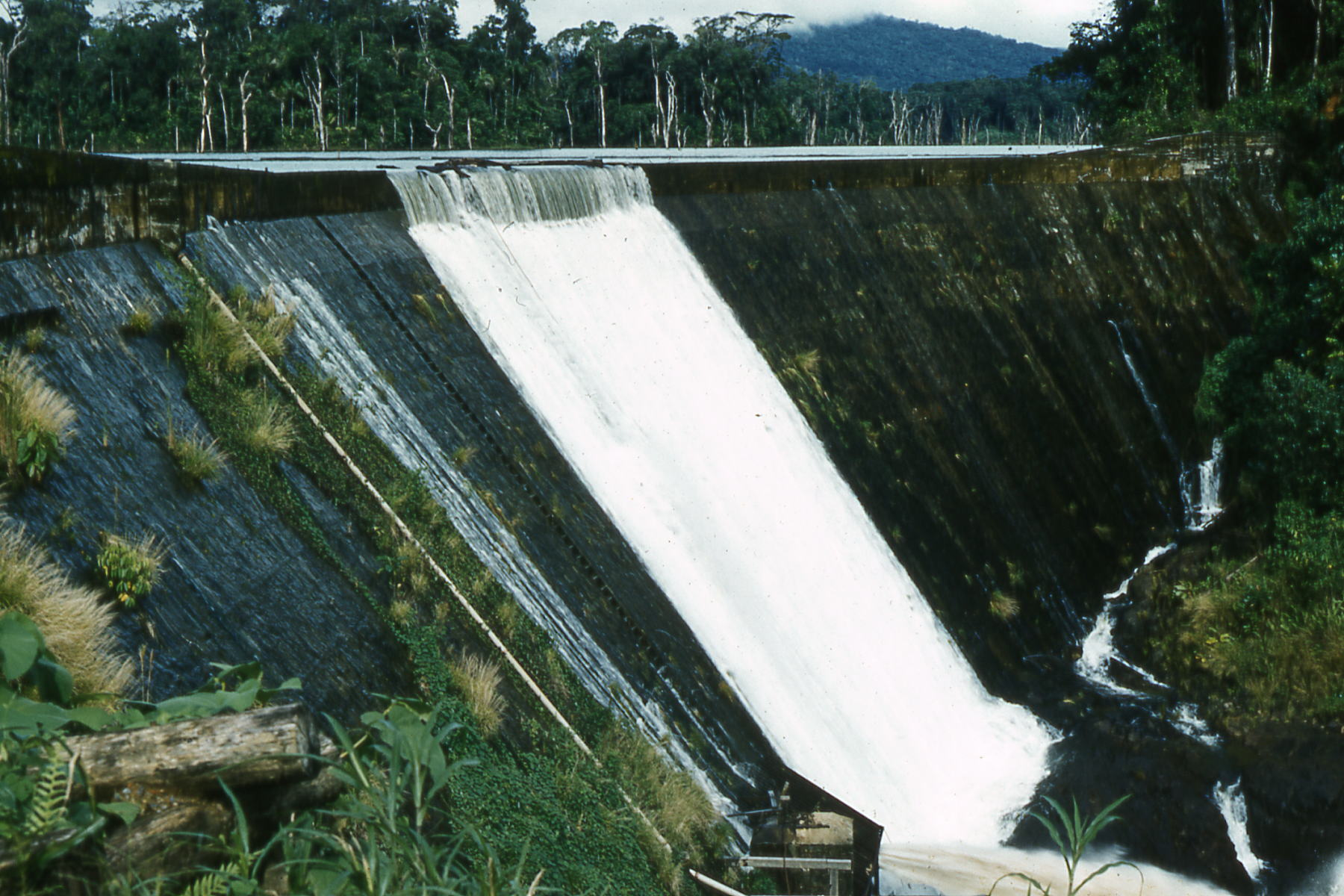
埃河大壩（Ei River Dam）之埃河水力發電站，該發電站供應附近地區與附近礦場之全部電力，攝於約1959年

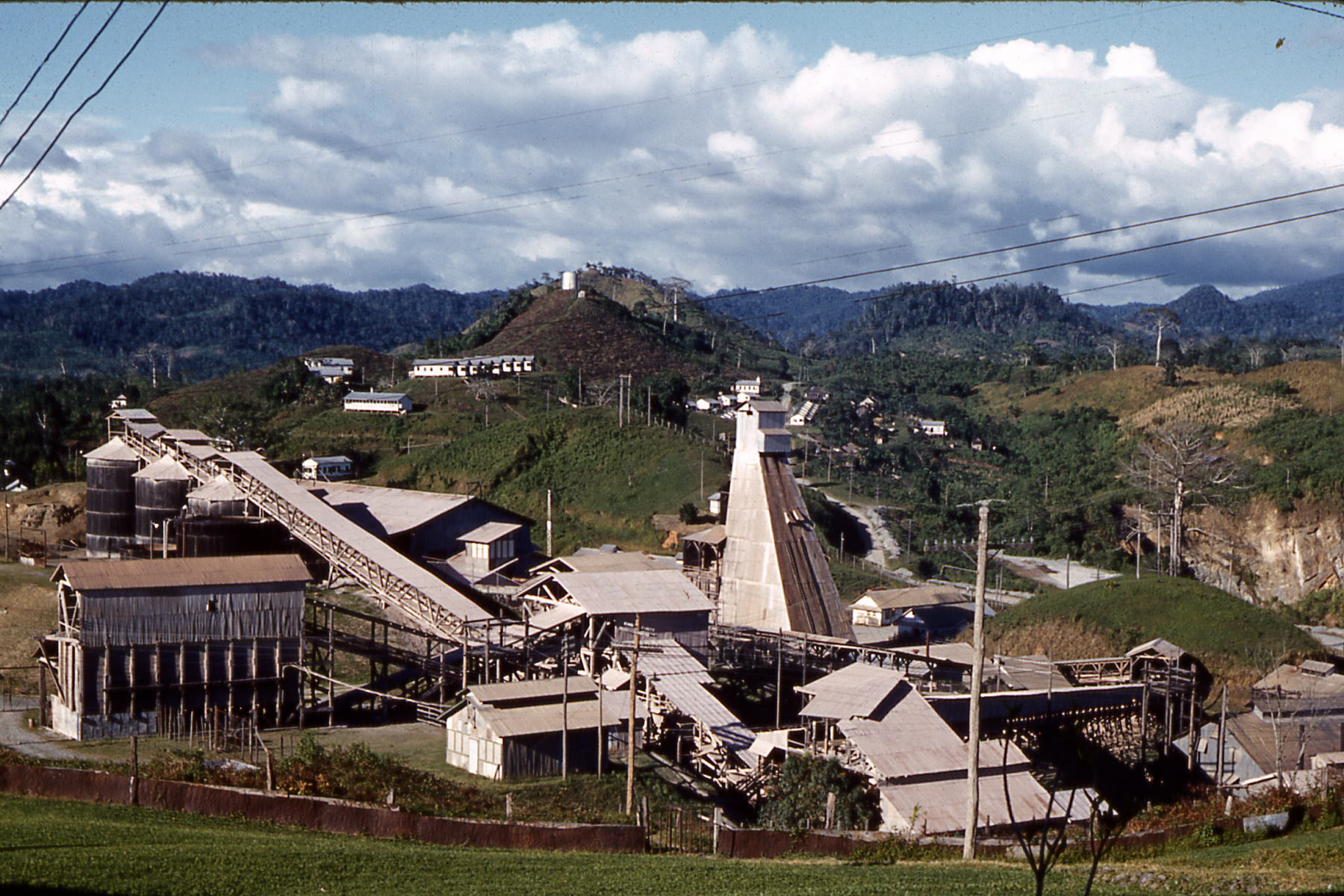
拉魯茲金礦（La Luz Gold Mine），礦業為休納帶來顯著的人口成長，攝於約1959年

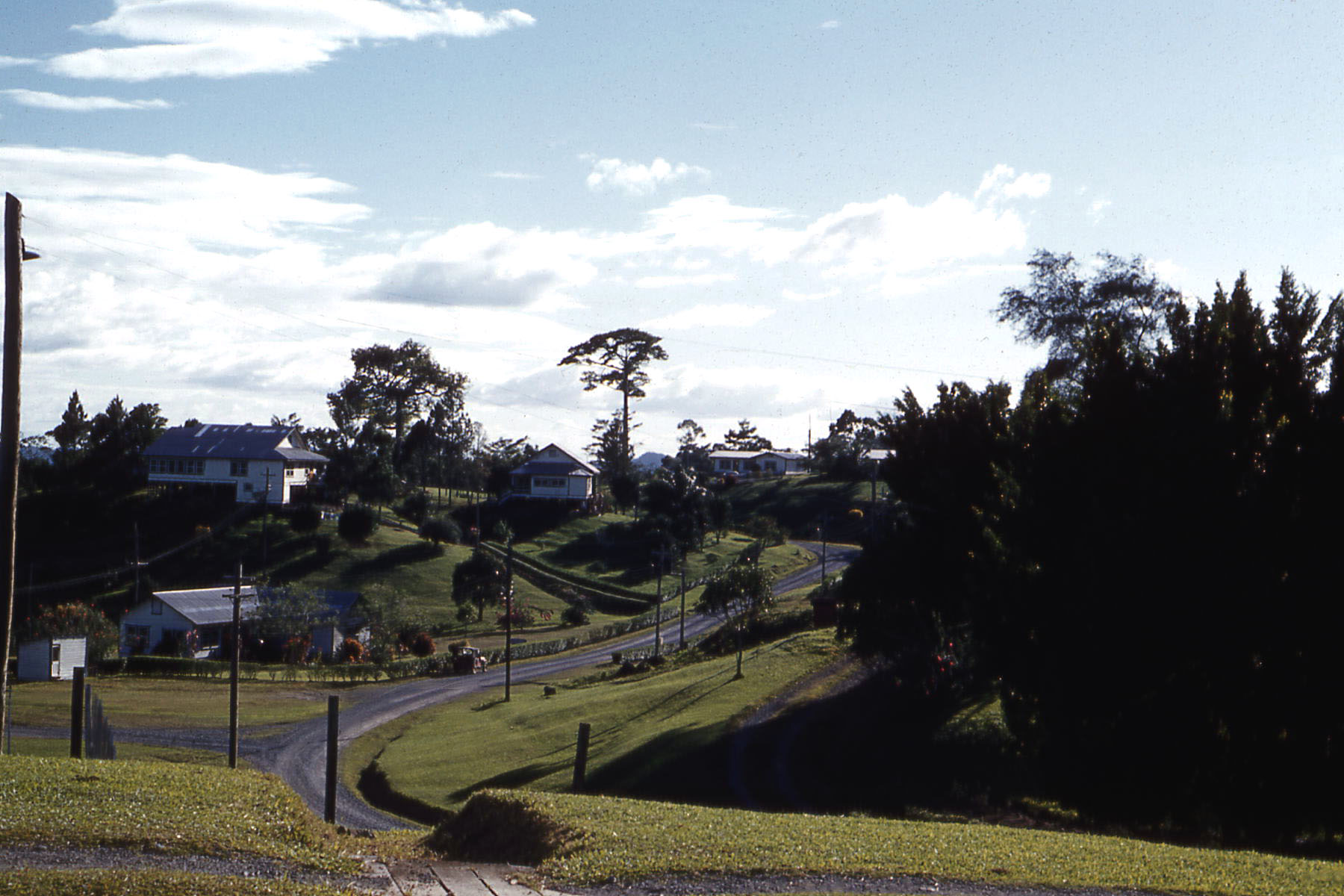

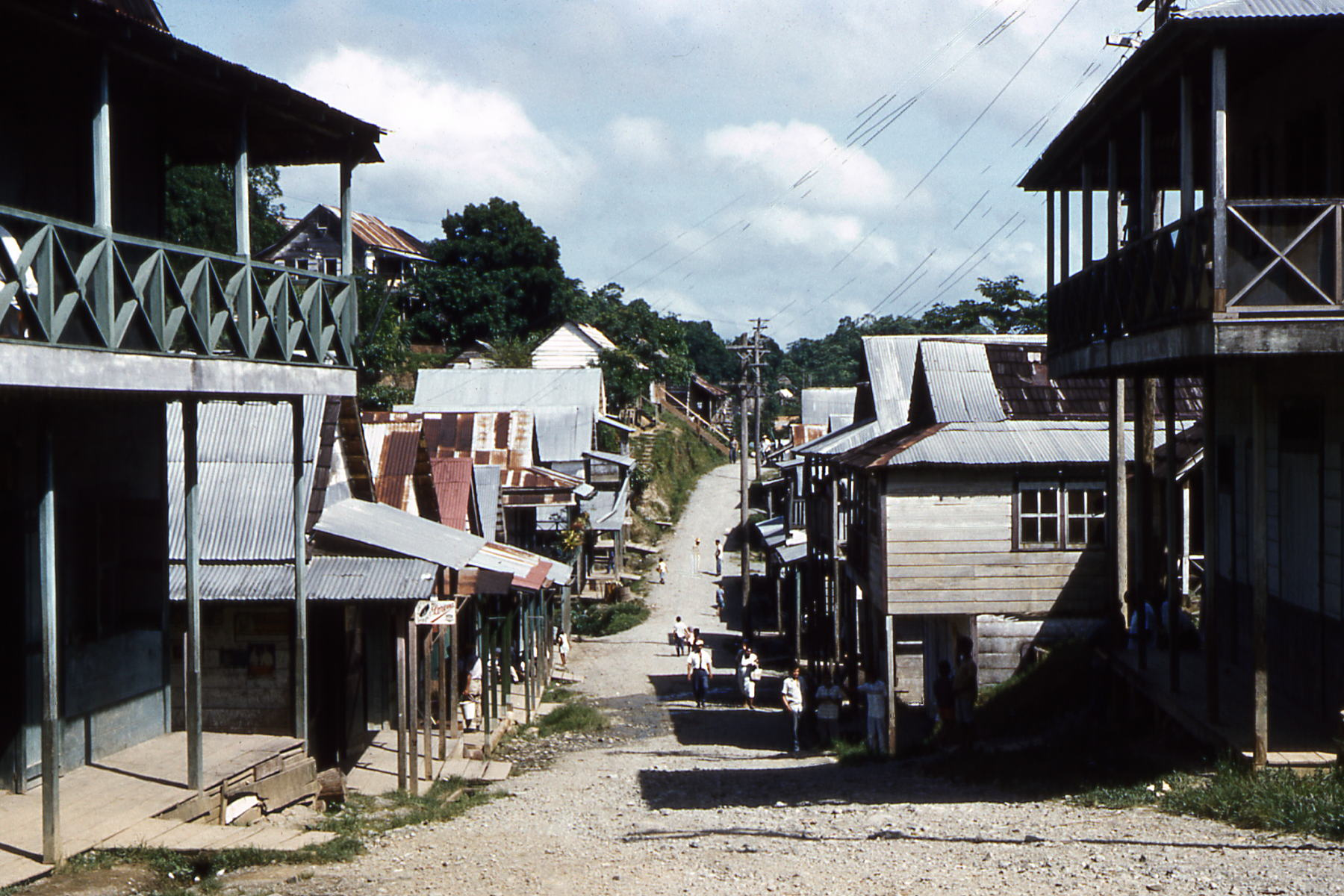

休納（西班牙語：Siuna），是尼加拉瓜的城鎮，位於該國東北部，由北大西洋自治區負責管轄，始建於1969年8月22日，面積5,040平方公里，海拔高度184米，2005年人口64,092，人口密度每平方公里12.72人。